# Latynus
Latynus (łac. Latinus) – postać z mitologii rzymskiej, król i eponim Lacjum, mąż Amaty, ojciec Lawinii. Istnieje kilka wersji jego genealogii:
- według najdawniejszej z nich Latynus był synem Kirke i Odyseusza[1] lub Kirke i Telemacha[2]
- według drugiej, ojcem Latynusa był italski bóg Faun, a matką – bogini miasta Minturnae, Marika[3].
- według trzeciej, Latynus był synem Heraklesa i branki hiperborejskiej imieniem Palanto, od której ma pochodzić nazwa Palatynu. Herakles miał wydać ciężarną Palanto za Fauna, który wychował Latynusa[4].

Istnieją dwa podstawowe warianty losów Latynusa, różniące się przede wszystkim opisem jego stosunków z Eneaszem i Trojańczykami przybyłymi do Italii: według jednego z nich Latynus stanął natychmiast po stronie Eneasza, wsparł go w wojnie z Rutulami i zginął w decydującej bitwie z nimi, a Eneasz objął po nim władzę nad Latynami. Według drugiego, Latynus, sprzymierzywszy się początkowo z Trojanami, zerwał ten sojusz i szukał następnie pomocy króla Rutulów Turnusa w walce z Eneaszem i jego ludźmi. W ostatecznej bitwie mieli, podobnie jak w poprzedniej wersji, zginąć zarówno Turnus, jak i Latynus.
Wersje te połączył w Eneidzie Wergiliusz (ks. VII-XII): w tej wersji Latynus przyjął Eneasza gościnnie i postanowił oddać mu córkę za żonę. Doszło jednak do konfliktu między ludźmi Eneasza a ludźmi Latynusa, w rezultacie którego wybuchła wojna, w którą, za namową życzliwej mu królowej Amaty, wmieszał się król Rutulów. Latynus nie chciał stanąć po żadnej ze stron i na czas wojny zamknął się w swoim pałacu; podczas całego konfliktu starał się jedynie działać jako mediator, próbując doprowadzić do zawieszenia broni na czas pogrzebu poległych Rutulów i odwieść Turnusa od idei pojedynku z Eneaszem. Kiedy Turnus zginął, Latynus zawarł w imieniu miejscowych ludów pokój z Trojańczykami.
Odrębna wersja mitu głosi, że Latynus, król Lacjum, zniknął tajemniczo w czasie wojny z miastem Caere i był od tej pory czczony jako Jupiter Larialis, bóg czczony przez Związek Latyński (por. Kwiryn i Romulus).